# 飛翔体
飛翔体（ひしょうたい）は、地球表層から宇宙空間における航空機、気球、観測ロケット、人工衛星など飛翔する物体の総称。飛翔体あるいは飛行体（ひこうたい）と呼ばれるが論文等では予め範囲を明確に示すことがある。

## 種類
飛翔体（飛行体）には、航空機、GEM（地面効果機）、スペースシャトル、ミサイル、宇宙船など様々なものがある。

## 宇宙空間の飛翔体
1957年6月、国連軍縮委員会は小委員会で宇宙空間に投入された物体の管理の討議を始めた。さらに同年10月にはスプートニク1号が打ち上げられたが、人工衛星の第三国の上空通過が領空侵犯ではないかという議論を生じた。
クーパーはパリ条約及びシカゴ条約の「飛行空間」の概念から、飛行空間は宇宙空間とは区別され後者には各国の主権は及ばないと主張した。この主張が支配的になり飛行空間と宇宙空間の領域確定問題が生じた。地球物理的なデータと空力学的な議論から高度83km（カーマン・ライン）を飛行空間の上限とする。
近年は「弾道ミサイル」を指して「飛翔体」の語を使用する場合がよく見られるが、日本政府では2020年から公式な場での使用を取りやめている。